# کامنک
کامنک (به لاتین: Kamenik) یک منطقهٔ مسکونی در بلغارستان است که در شهرستان بوبوشفو واقع شده‌است.